# جارچیلار

## وجه تسمیه
جارچی لار یکی از محله‌های قدیمی شهر بناب می‌باشد. دلیل نامگذاری این محله بدین نام این است که در زمان‌های قدیم، هنگامی که به شهر حمله می‌شد یا تهدیدی برای شهر به‌وجود می‌آمد، در این محله جارچی‌هایی بودند که با جارزدن به مردم شهر اطلاع می‌دادند که خطری در راه است.
متأسفانه نام تابلوی خیابان جارچیلار را به تازگی عوض نمودند و خواهانیم که دوباره نام این خیابان را به نام قدیمی خود جارچیللار برگردانند.
بنابر روایتی دیگر اولین کسانی که در این محله سکونت یافتن افرادی بودن که از روستایی به نام "جارچیل" آمده بودند و نام جارچیلی لار اشاره به مکانی دارد که اهالی آن از جارچیل آمده اند.البته بعدها عده ی کسیری از قوم "اوتوزایکی"ها نیز در این محله ساکن شدند.این محله از تقاطع محله های کورد گلدی و کوزه کی لر و قوم کوچه شروع وتا کورپو استو (تقاطع خیابان میاندواب)ادامه دارد. به هر حال نام زیبا و قدیمی جارچیلیلار دارای هویت منحصر به فردی می باشد که عوض کردن نام کار مناسبی نیست.امیدواریم که هرچه سریعتر تابلوی محله را با نام اصلی آن در ورودی محله ببینیم.